# Capitol Heights (metropolitana di Washington)
Capitol Heights è una stazione della metropolitana di Washington, situata sul tratto comune delle linee blu e argento. Si trova a Capitol Heights, in Maryland.
È stata inaugurata il 22 novembre 1980, contestualmente all'apertura del tratto della linea blu tra Stadium-Armory e Addison Road.
La stazione ha un parcheggio da 372 posti ed è servita da autobus dei sistemi Metrobus e TheBus.